# Herakleia
Herakleia o Heraclea (en griego: Ἡράκλεια ἐν Κυνοσάργει) eran los antiguos festivales en honor al héroe y dios griego Heracles. En la antigua Atenas se celebraba este festival para conmemorar la muerte de Heracles, el segundo día del mes de metagitnión del calendario ático (el cual podía caer a fines de julio o a comienzos de agosto), en el gimnasio Cinosargo situado a las afueras de las murallas de Atenas que además era un santuario para el héroe, para su esposa Hebe, su madre Alcmena. Sus sacerdotes eran seleccionados de una lista de jóvenes que no eran completamente ciudadanos atenienses y recibían el nombre de nothoi. Muchos famosos nothois se ejercitaban allí, como es el caso de Demóstenes, pero probablemente no fuera reservado exclusivamente para los ciudadanos extranjeros.
El culto ático de Heracles muy a menudo estaba estrechamente relacionado con la juventud: en muchos de sus sitios de culto había un gimnasio incorporado, y había una tradición mítica (probablemente de origen beocio) que luego de la muerte de Heracles, fue trasladado al Olimpo donde se casó con Hebe, la personificación de la juventud. A causa de esto, Heracles a veces es adorado como héroe y otras como dios. En Tebas, el centro del culto a Heracles, los festivales duraban varios días y consistían en varios certámenes de atletismo y música junto con sacrificios de toros.
Había una celebración en el gimnasio de Yolao, el sobrino y erómeno de Heracles, y era conocida como Iolaeia. Los ganadores recibían trípodes de bronce.

### La Herakleia en el helenismo moderno
En el helenismo moderno se suele rendir culto a Heracles durante esta fiesta, a través del ejercicio físico y las ofrendas como vino en recipientes de cristal, una corona de olivo o también quemando inciensos u ofreciendo libaciones.
Se suelen recitar diferentes himnos durante la apertura del ritual, la quema de incienso y las libaciones.